# Paizay-le-Chapt
Paizay-le-Chapt település Franciaországban, Deux-Sèvres megyében. Lakosainak száma 255 fő (2022. január 1.). Paizay-le-Chapt Vinax, Asnières-en-Poitou, Aubigné, Chérigné, Fontenille-Saint-Martin-d’Entraigues és Chef-Boutonne községekkel határos.

## Népesség
A település népességének változása:
| Lakosok száma | 263  | 261  | 261  | 261  | 260  | 258  | 254  | 255  |
|               | 2013 | 2015 | 2017 | 2018 | 2019 | 2020 | 2021 | 2022 |